# Noel Rosa e Aracy de Almeida
Noel Rosa e Aracy de Almeida é um conjunto de dois álbuns (com discos de 78 rotações) da cantora brasileira Aracy de Almeida, lançados entre 1950 e 1951, com canções de Noel Rosa. As faixas do primeiro álbum (e duas do segundo) foram posteriormente reunidas em Aracy de Almeida Apresenta Sambas de Noel Rosa (1954).
Em 2007, a coletânea foi incluída na lista dos 100 maiores discos da música brasileira da Rolling Stone Brasil.

## Faixas

### Álbum 1 (3 discos78 rpm) - 1950

#### 16.317-a
1. "Palpite Infeliz" (Noel Rosa)
2. "Conversa de Botequim" (Noel Rosa / Vadico)

#### 16.318-a
1. "Feitiço da Vila" (Noel Rosa / Vadico)
2. "Último Desejo" (Noel Rosa)

#### 16.319-a
1. "Não Tem Tradução" (Noel Rosa)
2. "O X do Problema" (Noel Rosa)[5]

### Álbum 2 (3 discos 78 rpm) - 1951

#### 16.391-a
1. "Pra Que Mentir (Noel Rosa / Vadico)
2. "Silêncio de Um Minuto" (Noel Rosa)

#### 16.392-a
1. "Feitio de Oração" (Noel Rosa / Vadico)
2. "Três Apitos" (Noel Rosa)

#### 16.393-a
1. ""Com Que Roupa" (Noel Rosa)
2. "O Orvalho Vem Caindo" (Noel Rosa / Kid Pepe)[5]

### Coletânea -Aracy de Almeida Apresenta Sambas de Noel Rosa(1954) - LP10'
1. "Feitiço da Vila" (Noel Rosa / Vadico)
2. "Pra Que Mentir" (Noel Rosa / Vadico)
3. "Último Desejo" (Noel Rosa)
4. "Silêncio de Um Minuto" (Noel Rosa)
5. "O X do Problema" (Noel Rosa)
6. "Conversa de Botequim" (Noel Rosa / Vadico)
7. "Não Tem Tradução" (Noel Rosa)
8. "Palpite Infeliz" (Noel Rosa)[2]